# Mobiliario

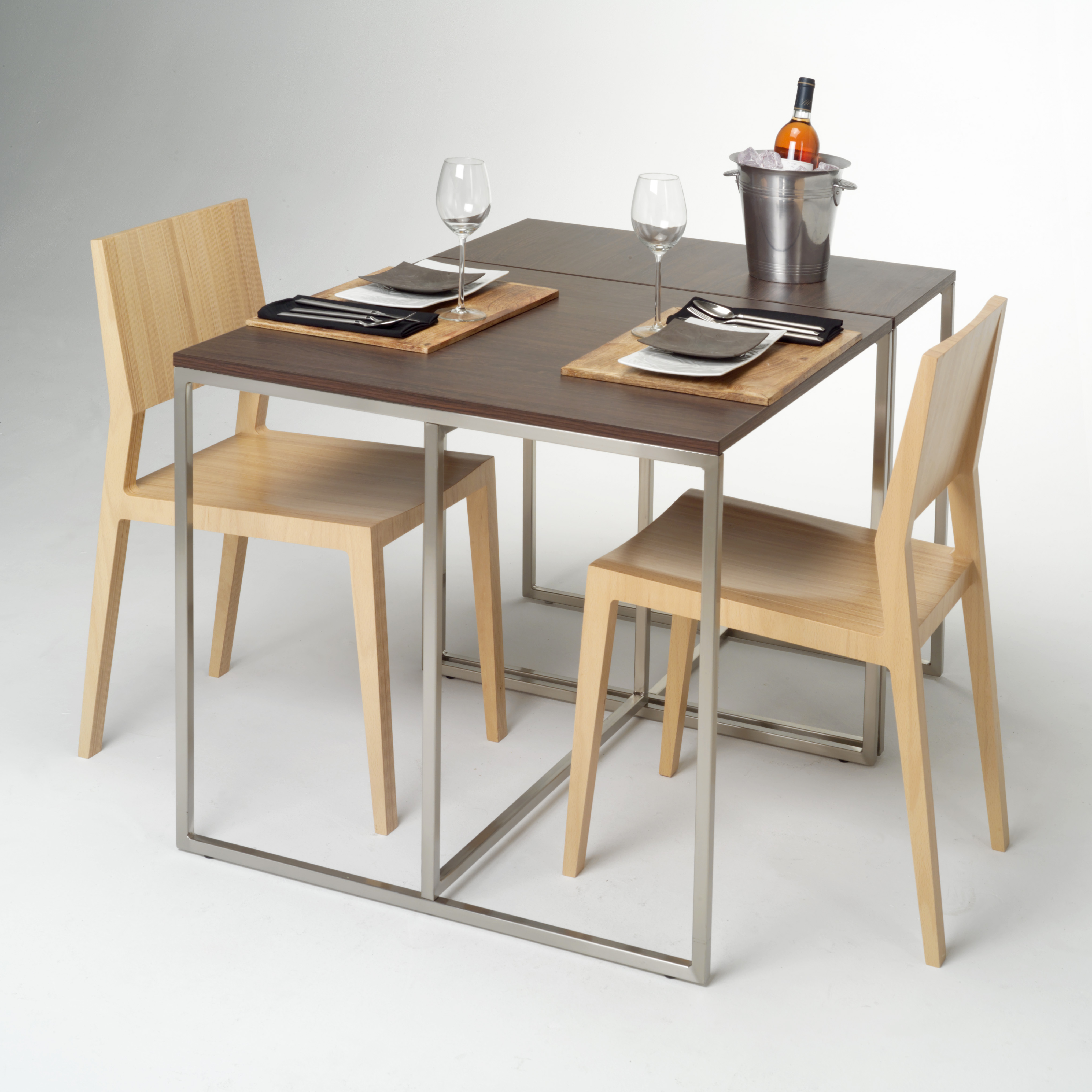
Mobiliario de diseño contemporáneo.

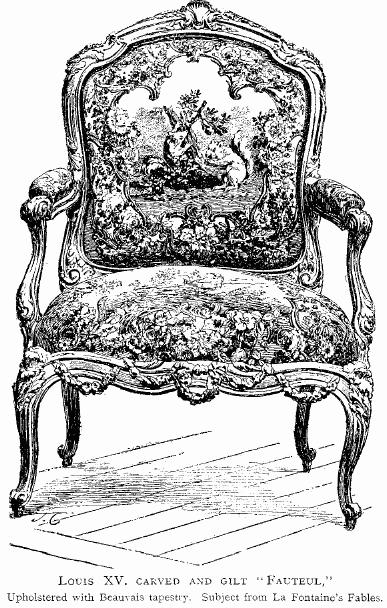
Sillón tallado y dorado de estilo Luis XV.

Mobiliario es el conjunto de muebles; son objetos que sirven para facilitar los usos y actividades habituales en casas, oficinas y otro tipo de locales. Normalmente el término alude a los objetos que facilitan las actividades humanas comunes, tales como dormir, comer, cocinar, descansar, etc., mediante mesas, sillas, camas, estanterías, muebles de cocina, etc. El término excluye utensilios y máquinas tales como PCs, teléfonos, electrodomésticos, etc.

## Tipos de mobiliario
Existen varios tipos de mobiliario, como los muebles que poseen una superficie horizontal separada del suelo, como sillas y camas, mesas, o bien, muebles para el almacenaje o archivado de libros, revistas, ropa, etc. El mobiliario urbano o equipamiento urbano es el conjunto de bancos, marquesinas, papeleras, etc. instalado por los ayuntamientos para uso del vecindario.
El mobiliario puede ser el producto del diseño o considerado una forma de arte decorativa. Además del fin funcional del mobiliario, puede servir a un propósito simbólico o religioso. El mobiliario doméstico crea, en conjunción con otros objetos como lámparas o relojes, espacios interiores convenientes, confortables y funcionales.
El mobiliario puede ser artesanal o industrial, y por su gran carga ornamental ha sido considerado objeto artístico en la historia del arte decorativo, sobre todo el de la época preindustrial.
En la actualidad ha cobrado gran relevancia, por su importancia para la venta en régimen de autoservicio, el mobiliario comercial y las estanterías para la exposición de productos en las tiendas. Pueden ser elementos muy sencillos, dentro de estándares determinados, o diseños muy específicos y sofisticados, en función del tipo de producto a presentar sobre ellos.

### Mobiliario residencial y de contrato
El mobiliario surge para mejorar la comodidad y eficiencia en cada una de las labores diarias. Se divide en residencial y de contrato según su uso y ubicación. Esta clasificación se originó en el siglo XX, basada en influencias renacentistas y nuevas tecnologías. El cambio se debió a factores sociales y económicos que ampliaron las funciones del mobiliario. Tras la Segunda Guerra Mundial, la producción en masa se incrementó debido a su simplicidad y rentabilidad.
Durante el período de la posguerra, hubo una explosión de creatividad para el diseño de mobiliario residencial y de contrato. Si bien, la ergonomía y la innovación no eran prioridad en el mobiliario residencial, sí lo eran en el de contrato debido al mayor tiempo en el ámbito laboral. A partir de mediados del siglo XX, los fabricantes de mobiliario de contrato comenzaron a diseñar también muebles residenciales con enfoque ergonómico y tecnológico para satisfacer las necesidades del hogar cumpliendo con ambos aspectos.

## Materiales
Los materiales empleados en su elaboración suelen ser:
- Madera: Tuvo un gran protagonismo desde los egipcios hasta el mueble estilo Art Nouveau, y todavía sigue siendo el material preferido por muchas personas. Los tipos de maderas más empleados son las de pino, cerezo, castaño, haya, roble, etc.
- Metal: Después de la Primera Guerra Mundial, con el advenimiento del Movimiento Moderno y los diseños de Marcel Breuer con tubo de acero curvacio.

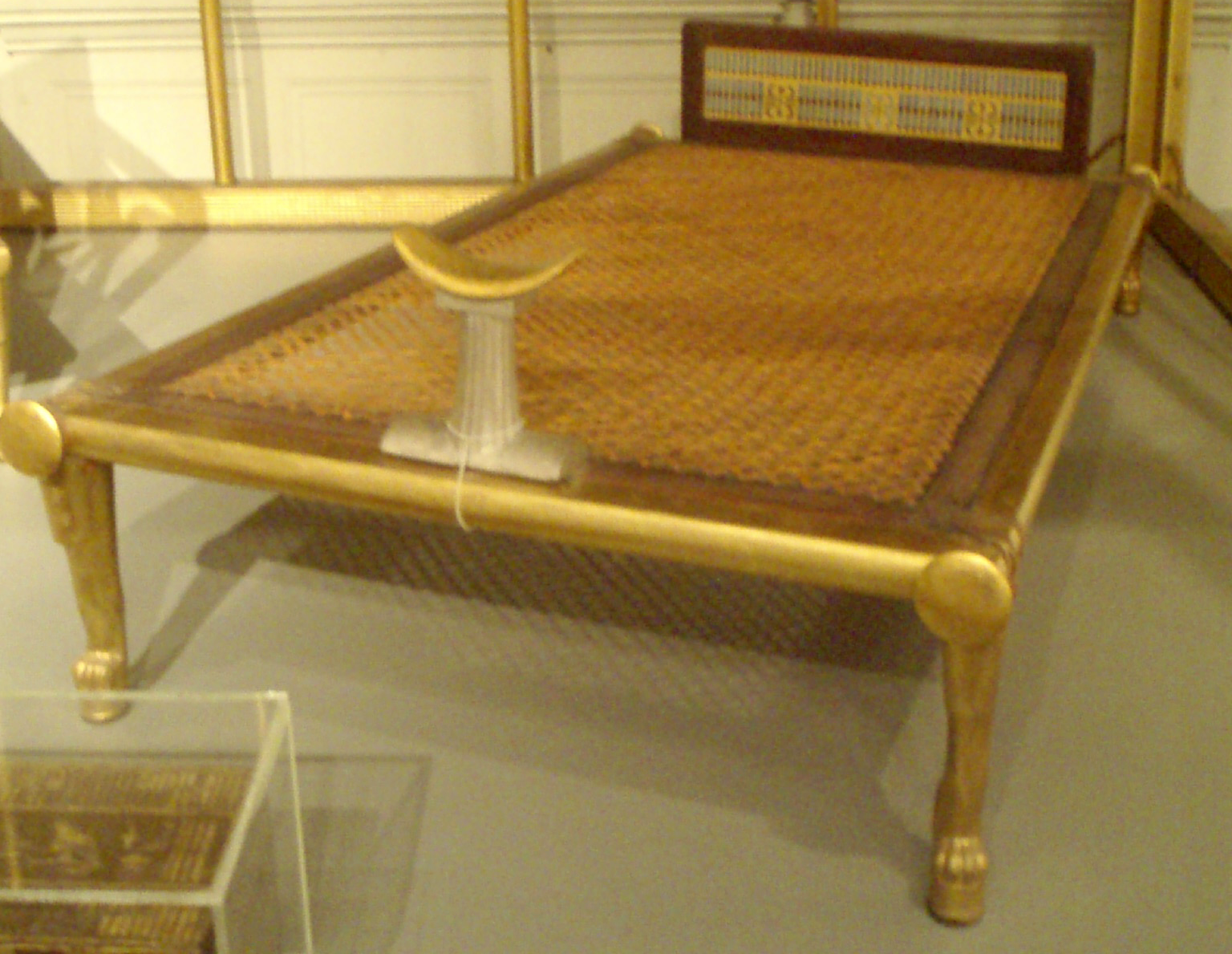
Cama de Hetepheres. Dinastía IV de Egipto, c. Museum of Fine Arts, Boston.

La historia del mobiliario se inicia con el cambio de costumbres del ser humano, al transformarse de nómada cazador en agricultor sedentario. Evidencias de mobiliario de la antigüedad, que han perdurado, se encuentran en pinturas murales y bajorrelieves del Antiguo Egipto del tercer milenio a. C.. Mobiliario recuperado del Antiguo Egipto es una cama descubierta en una tumba de Tarjan, un conjunto de objetos mobiliarios en la tumba de la reina Hetepheres, de ca. 2600 a. C., o una banqueta de ca. 1550 a. C., en Tebas. La tumba de Tutankamon, ca. 1325 a. C., contenía multitud de enseres entre los que se encontraban algunos muebles aceptablemente conservados. La alfombra más antigua que ha perdurado, la alfombra de Pazyryk, fue encontrada, congelada, en una tumba de Siberia y ha sido datada entre los siglos VI y III a. C.

## Historia

### Prehistoria
La práctica de utilizar objetos naturales como muebles rudimentarios se remonta probablemente a los albores de la civilización humana. Es probable que los primeros humanos utilizaran tocones de árboles como asientos, rocas como mesas rudimentarias y zonas musgosas para dormir. Durante el paleolítico tardío o el neolítico temprano, hace unos 30 000 años, la gente empezó a construir y tallar sus propios muebles, utilizando madera, piedra y huesos de animales. La primera prueba de la existencia de muebles construidos es una estatuilla de Venus encontrada en el yacimiento de Gagarino en Rusia, que representa a la diosa sentada en un trono. Una estatua de una mujer sentada similar se encontró en Çatalhöyük en Turquía, datada entre el 6000 y el 5500 a. C. La inclusión de un asiento de este tipo en las figurillas implica que éstas ya eran artefactos comunes de esa época.
Se ha excavado una serie de muebles de piedra únicos en Skara Brae, un poblado neolítico de Orkney, Escocia El yacimiento data de entre el 3100 y el 2500 a. C. y, debido a la escasez de madera en Orkney, los habitantes de Skara Brae se vieron obligados a construir con piedra, un material fácilmente disponible que se podía trabajar con facilidad y convertir en objetos para uso doméstico. Cada casa muestra un alto grado de sofisticación y estaba equipada con un amplio surtido de muebles de piedra, desde armarios, cómodas y camas hasta estanterías, asientos de piedra y lapa. El aparador de piedra se consideraba el más importante, ya que simbólicamente se encuentra frente a la entrada de cada casa y, por lo tanto, es el primer elemento que se ve al entrar, quizás exhibiendo objetos simbólicos, incluyendo obras de arte decorativas como varias bolas de piedra tallada neolíticas también encontradas en el yacimiento.

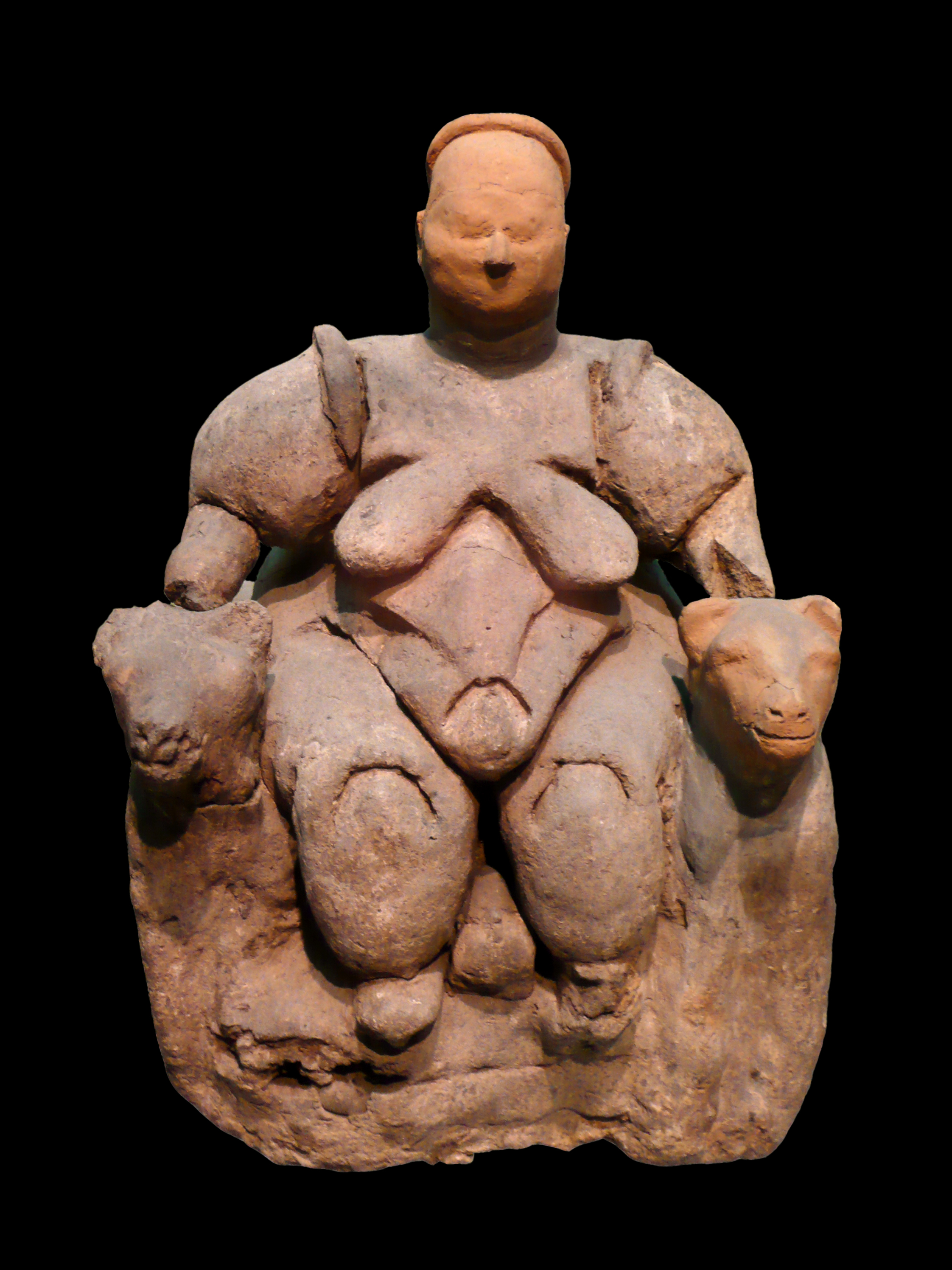
La Mujer sentada de Çatalhöyük, una figurilla descubierta en Turquía y datada aproximadamente en el año 6000 a. C., es una prueba de que ya existían muebles en esa época.
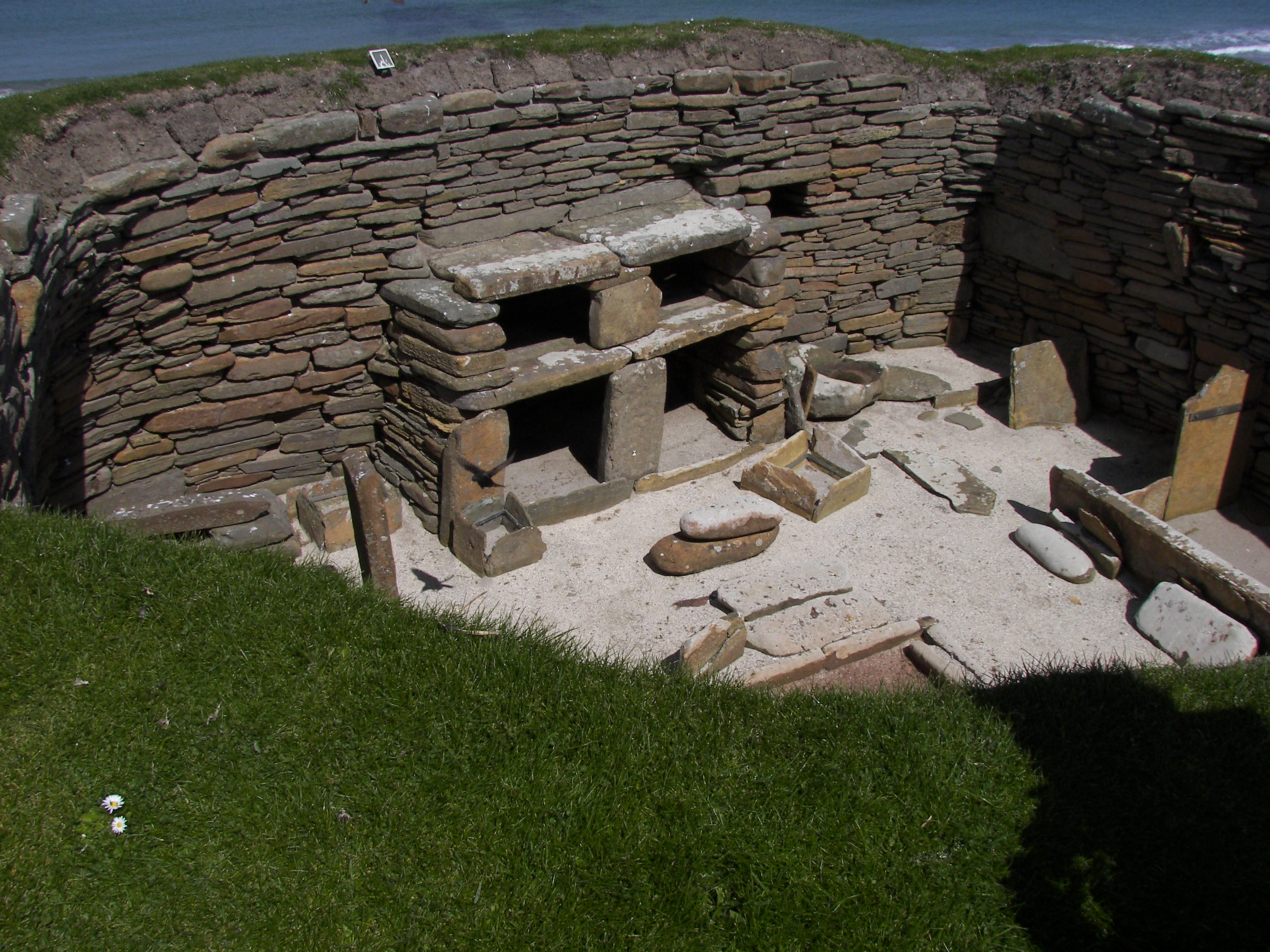
Una cómoda con estantes amuebla una casa en Skara Brae, un asentamiento en la actual Escocia que estuvo ocupado desde aproximadamente 3180-2500 a. C.
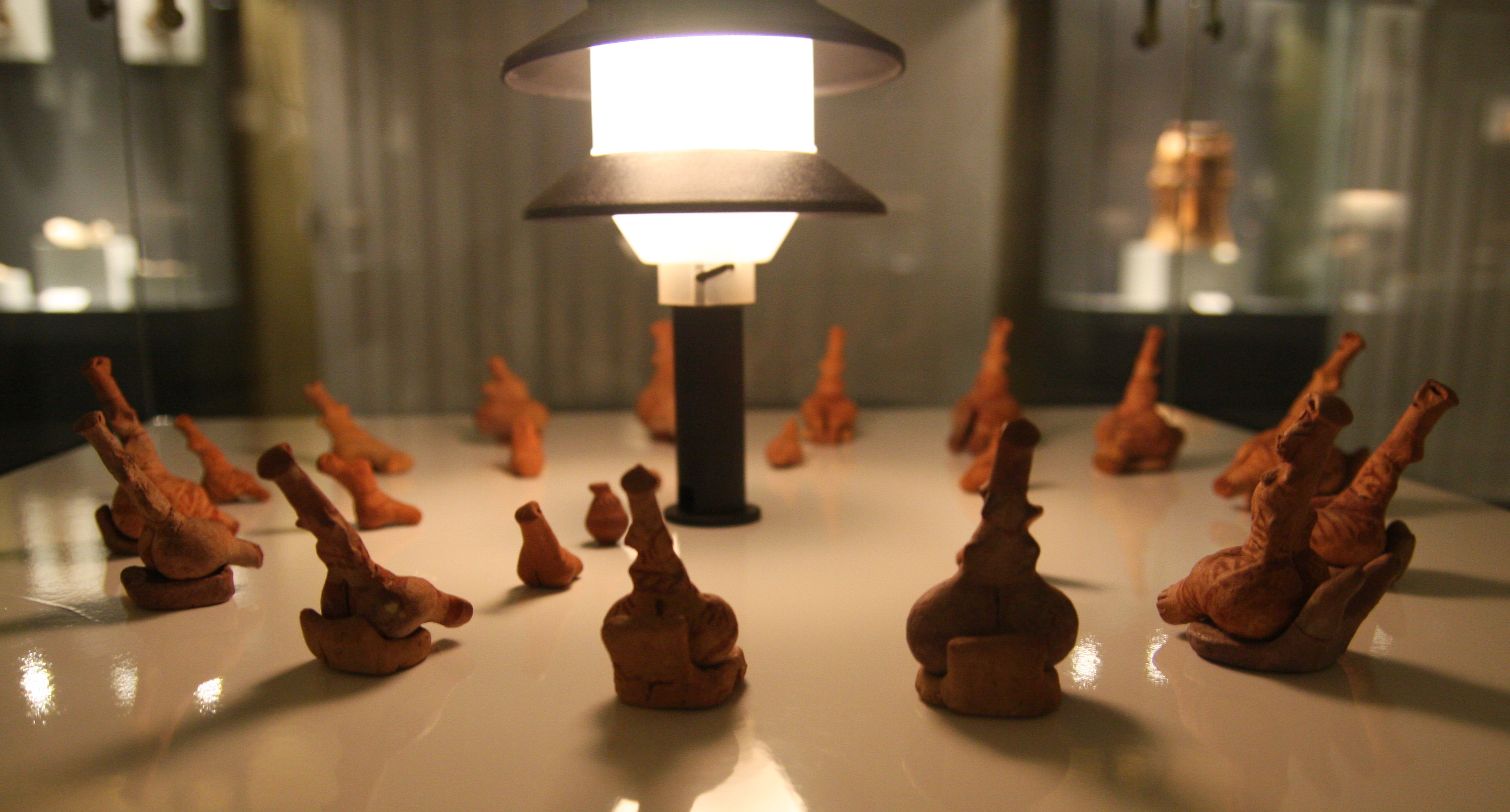
Cucuteni estatuillas rituales sentadas en sillas en miniatura; 4900-4750 a. C.; cerámica pintada; Museo Arqueológico Piatra Neamț (Piatra Neamț, Rumanía)
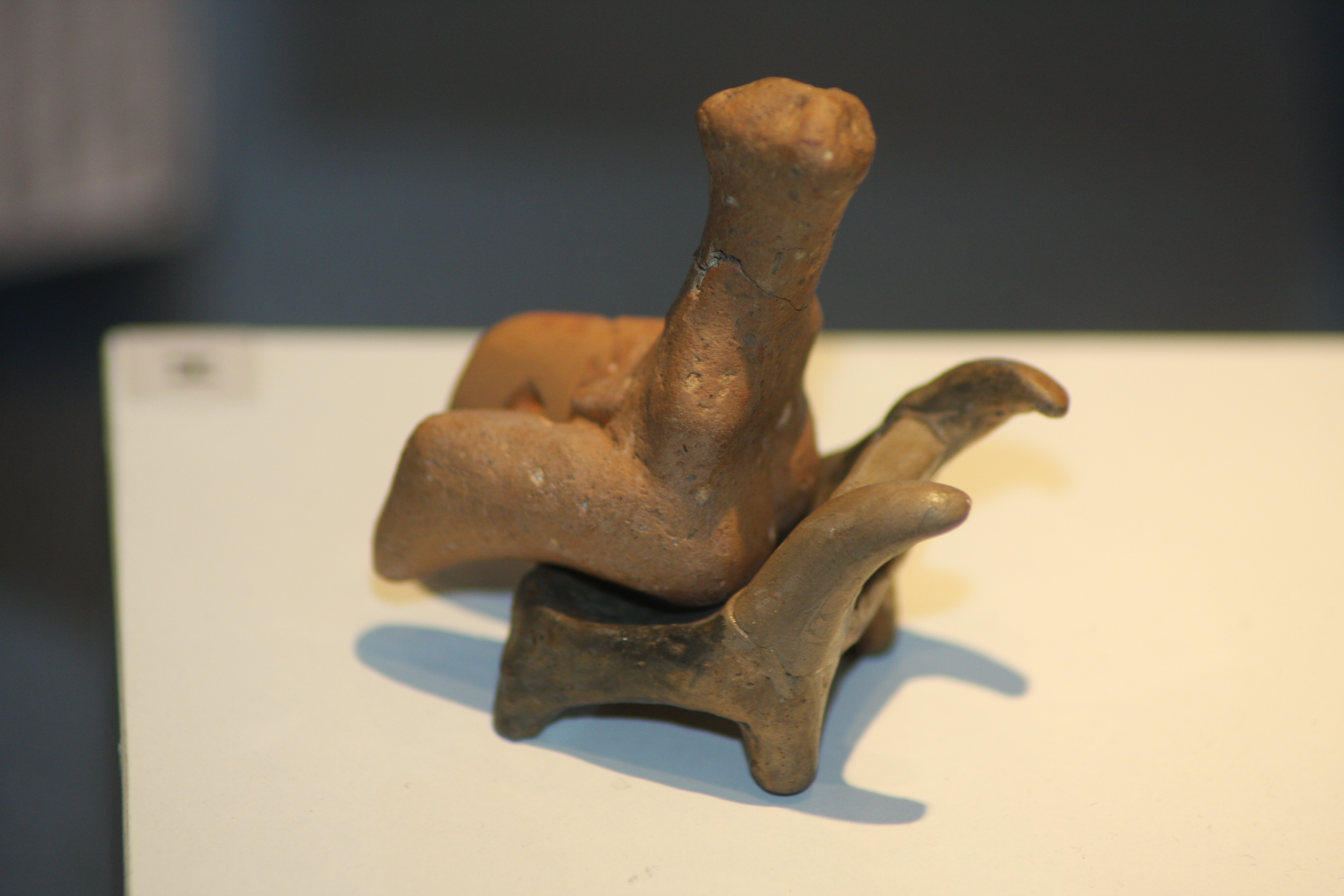
Figurilla cucuteni alojada en una silla en miniatura; 4750-4700 a. C.; cerámica; descubierta en Târpești (actual Rumanía); Museo Arqueológico Piatra Neamț

### Antigüedad
Los objetos de la época clásica han sido hallados en los túmulos de Frigia y los montículos de Midas en Gordión, Turquía, pertenecen al siglo VIII a. C. Entre las piezas encontradas se hallan mesas y armarios de servicio con incrustaciones. También se conservan obras del palacio asirio de Nimrud de los siglos IX a VIII a. C. La alfombra más antigua que se conserva, la Pazyryk fue descubierta en una tumba congelada en Siberia y se ha datado entre los siglos VI y III a. C.

#### Antiguo Egipto
La civilización en el antiguo Egipto comenzó con la roturación e irrigación de tierras a lo largo de las riberas del río Nilo, que comenzó aproximadamente en el año 6000 a. C.. Para entonces, la sociedad del valle del Nilo ya se dedicaba a la agricultura organizada y a la construcción de grandes edificios. En esta época, los egipcios del extremo suroccidental de Egipto se dedicaban a la ganadería y también a la construcción de grandes edificios. El Mortero se utilizaba hacia el 4000 a. C.Los habitantes del valle del Nilo y del delta eran autosuficientes y cultivaban cebada y emmer (una variedad primitiva de trigo) y la almacenaban en pozos forrados con esteras de junco. Criaban ganado vacuno, caprino y porcino y tejían linos y cestas. Las evidencias de mobiliario del período Predinástico son escasas, pero las muestras de las tumbas de la Primera Dinastía indican un uso ya avanzado del mobiliario en las casas de la época.
Durante el período dinástico, que comenzó alrededor del 3200 a. C., el arte egipcio se desarrolló significativamente, y esto incluyó el diseño de muebles. Los muebles egipcios se construían principalmente con madera, pero a veces se utilizaban otros materiales, como el cuero, y las piezas se adornaban a menudo con oro, plata, marfil y ébano, como decoración. La madera que se encontraba en Egipto no era adecuada para la construcción de muebles, por lo que había que importarla al país desde otros lugares, especialmente Fenicia. La escasez de madera obligó a innovar en las técnicas de construcción. El uso de uniones en bufanda para unir dos piezas más cortas y formar una viga más larga fue un ejemplo de ello, así como la construcción de chapas en las que se utilizaba madera barata de baja calidad como material principal de construcción, con una fina capa de madera cara en la superficie.
El primer mueble de asiento utilizado en el periodo dinástico fue el stool, que se utilizaba en toda la sociedad egipcia, desde la familia real hasta los ciudadanos de a pie. Se utilizaban distintos diseños, desde taburetes con cuatro patas verticales hasta otros con las patas cruzadas y extendidas; sin embargo, casi todos tenían el asiento rectangular. Algunos ejemplos son el taburete de obrero, una sencilla estructura de tres patas con un asiento cóncavo, diseñado para la comodidad durante el parto, y el taburete plegable, mucho más ornamentado, con patas plegables cruzadas, que estaban decoradas con cabezas de pato talladas y marfil, y tenían bisagras de bronce.Las sillas completas eran mucho más raras en el Egipto primitivo, ya que se limitaban a las personas adineradas y de alto rango, y se consideraban un símbolo de estatus; no llegaron a los hogares corrientes hasta la 18.ª dinastía. Los primeros ejemplos se formaban añadiendo un respaldo recto a un taburete, mientras que las sillas posteriores tenían un respaldo inclinado. Otros tipos de muebles del antiguo Egipto son las mesas, muy representadas en el arte, pero casi inexistentes como objetos conservados -quizá porque se colocaban fuera de las tumbas y no dentro-, así como las camas y los baúles.

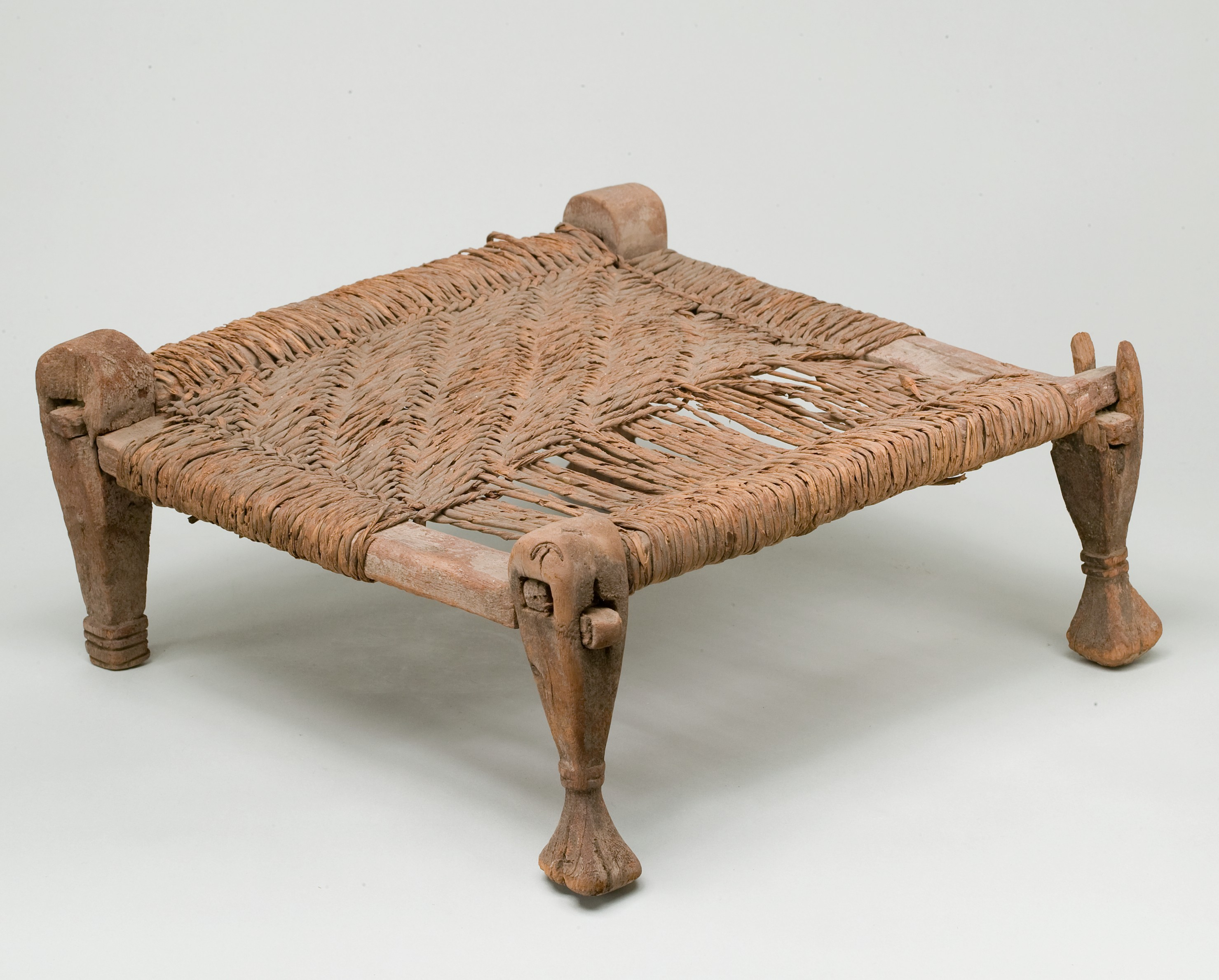
Taburete con asiento tejido; 1991-1450 a. C.; madera y caña; altura: 13 cm; Museo Metropolitano de Arte
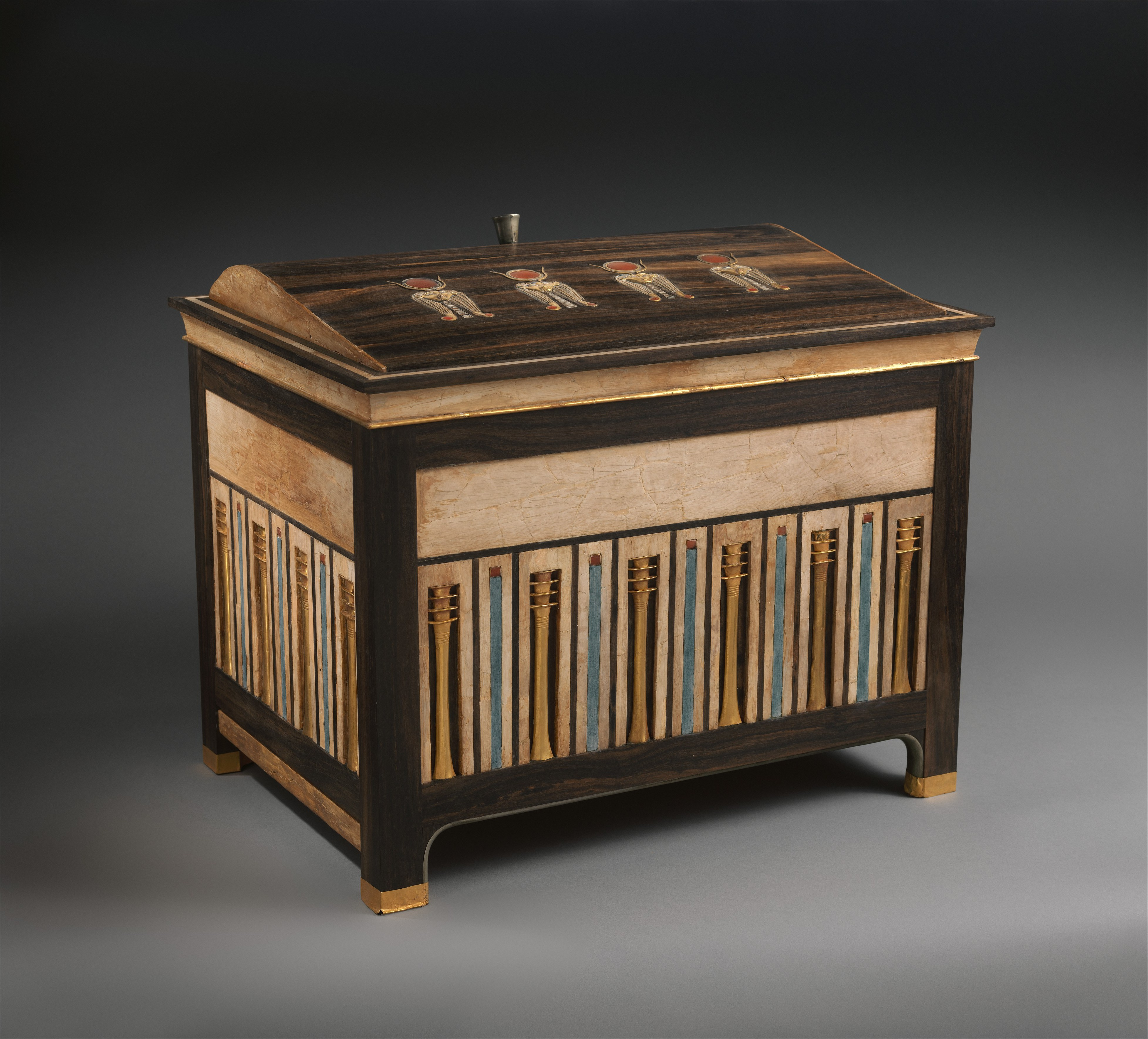
Cofre de joyas de Sithathoryunet; 1887-1813 a. C.; ébano, marfil, oro, cornalina, loza azul y plata; altura: 36,7 cm; Metropolitan Museum of Art
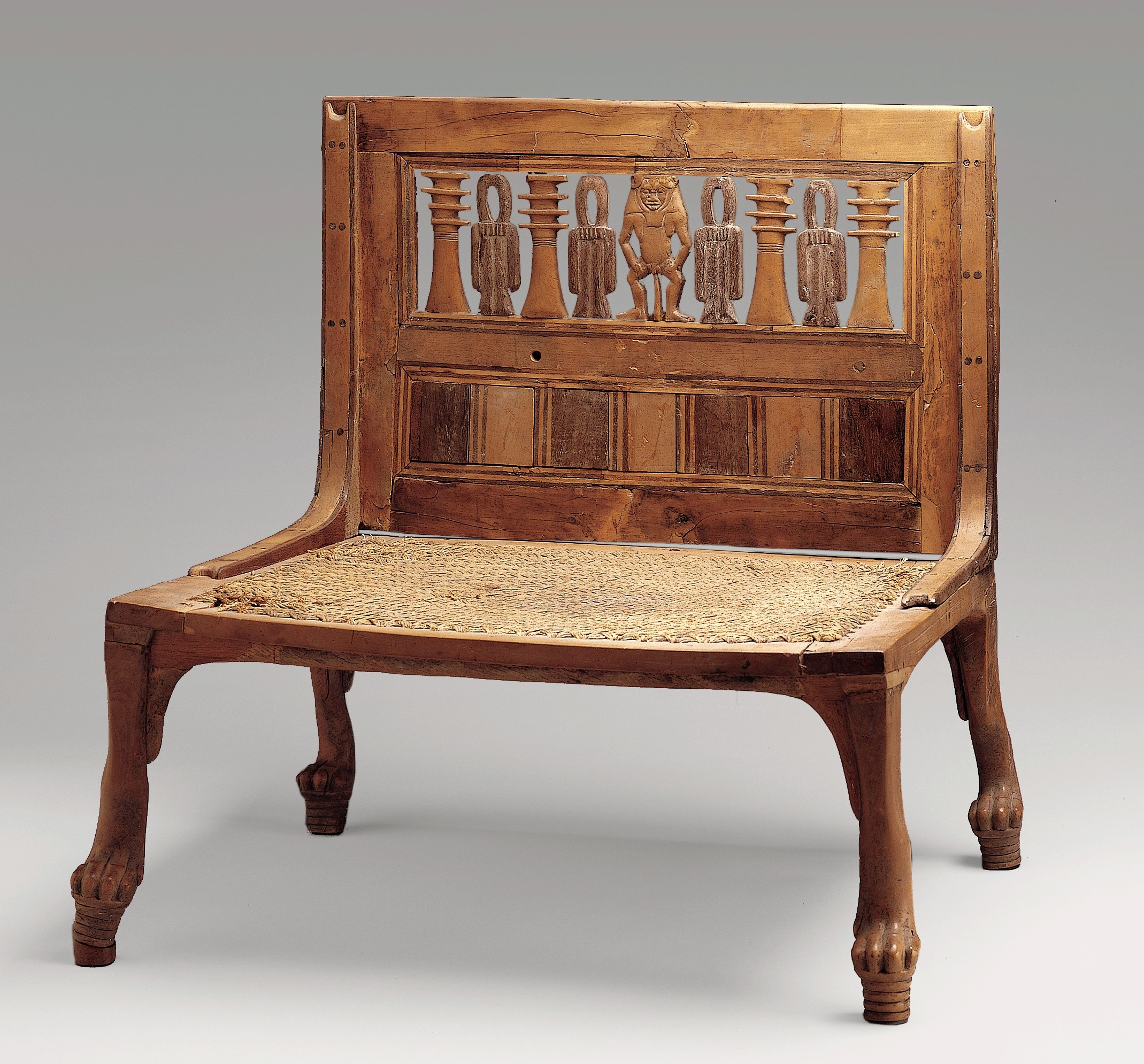
Silla de Hatnefer; 1492-1473 a. C.; boj, ciprés, ébano y cuerda de lino; altura: 53 cm; Metropolitan Museum of Art
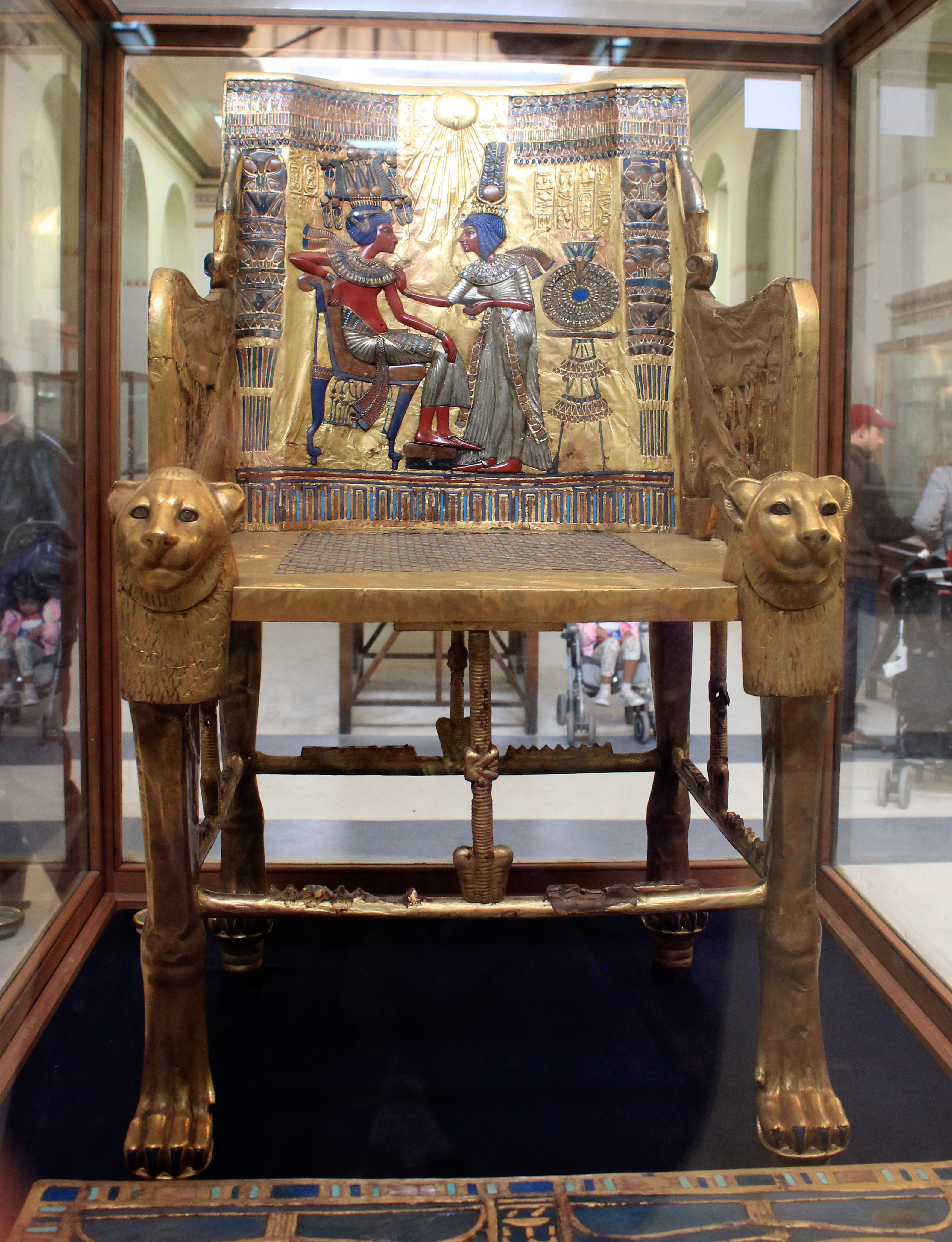
El Trono de Tutankamon; 1336–1327 BC; madera recubierta con placas de oro, plata, piedras semi preciosas, loza, vidrio y bronce: 1 m; Museo Egipcio (Cairo)

### El mundo clásico
El diseño de mobiliario de la antigua Grecia comenzó en el segundo milenio a. C., incluyendo camas y las sillas klismós, que han sido preservadas no solo como muebles sino también en dibujos de jarrones griegos.
Los romanos poseyeron muebles realizados, preciosos en gran abundancia. En las excavaciones de 1738 y 1748 de Herculano y Pompeya, se encontraron algunos objetos del mobiliario romano preservado entre las cenizas de la erupción del Vesubio: lechos de madera roja, con incrustaciones en plata de sencilla construcción y gran ligereza, diferentes asientos como el bisellium para dos personas y la sella para una sola. Estos asientos eran muchas veces de bronce y carecían de respaldo lo cual los hacía incómodos. En la vida ordinaria se servían de sillas de madera ligeras y cómodas, delante de las cuales se colocaba el scabellum o taburete. Había gran variedad de mesas, de trípodes que solían emplearse como braseros y, sobre todo, una inmensa cantidad de candelabros y lámparas además de cofres de madera con adornos de metal, bancos, carros, etc. Con el triunfo del cristianismo y la invasión de los bárbaros, se expatriaron los artistas de Roma y recobró gran importancia el mobiliario antiguo, especialmente en el imperio de Oriente, o sea, entre los bizantinos.

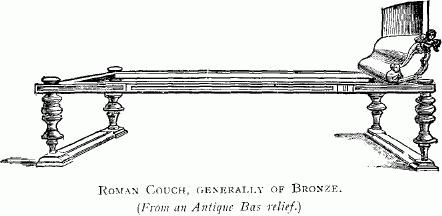
Cama romana, construida en bronce.

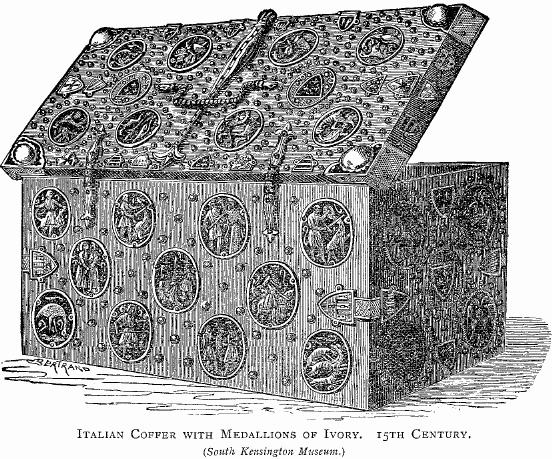
Cofre italiano.

### La Edad Media
Durante la Edad Media las artes, la industria y el comercio adquirieron un esplendor no conocido hasta entonces y al lado de los artistas que seguían las tradiciones de los monasterios surgieron otros en correspondencia con los arquitectos laicos. De entonces, datan las magníficas obras de carpintería y de escultura en madera: cofres, armarios, arcas, bancos decorados con pinturas o bajorrelieves, todo ello muy portátil y a propósito para ser transportable en carros o sobre mulas cuando el dueño cambiaba de residencia. Las camas y bancos estaban adornados con cojines. Eran muy notables los sitiales de coro y las sillas capitulares. Ya en el siglo XIV el mobiliario se distingue por su lujo y vemos cofres adornados con herrajes o forrados de guadameciles, sillas de cobre o de madera, maletas, cestos, baúles, grandes armarios y amplios lechos, aparadores, etc.

### El Renacimiento
Junto con las otras artes, el Renacimiento italiano de los siglos XV y XVI marcó un resurgimiento del arte clásico, inspirado en la tradición Greco-Romana. Durante este período, surgió una nueva gramática de la ornamentación, que incluía elementos decorativos como telamones, cariátides, quimeras, palmas, laureles, columnas y pilastras, todos ellos derivados de la influencia clásica. Este desarrollo estilístico fue facilitado, en gran medida, por el uso del grabado y la observación directa de fragmentos antiguos aún visibles en Italia, lo que permitió a los artesanos renacentistas emular las formas clásicas con precisión.
En el norte de Europa, estas ideas se difundieron gracias a la publicación de obras como el primer texto de Vitruvio. Estas obras sirvieron como guía para los diseñadores de mobiliario, quienes empezaron a incorporar las proporciones clásicas y los ornamentos del Renacimiento en sus diseños. Este impacto se vio reflejado, por ejemplo, en la creación de armarios de dos pisos, que se convirtieron en importantes vehículos de difusión de las ideas renacentistas sobre la proporción y el ornamento.
En Italia, cuna del Renacimiento, por primera vez se manifiesta el auténtico estilo clásico, influido por los arquitectos, y que influenciaban la manera de amueblar interiores domésticos. Un ejemplo característico es el cassapanca, una combinación de asiento y arcón que se ubicaba en la estancia principal de las casas florentinas, y el cassone, un tipo de arcón decorado ricamente con paneles pintados o técnicas de taracea.

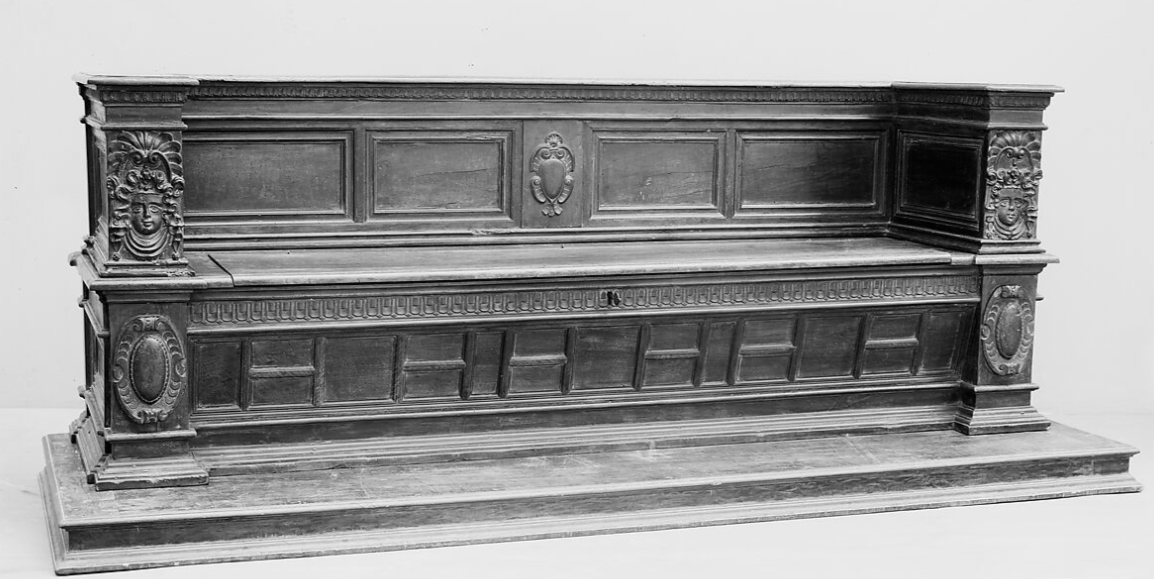
Cassapanca.

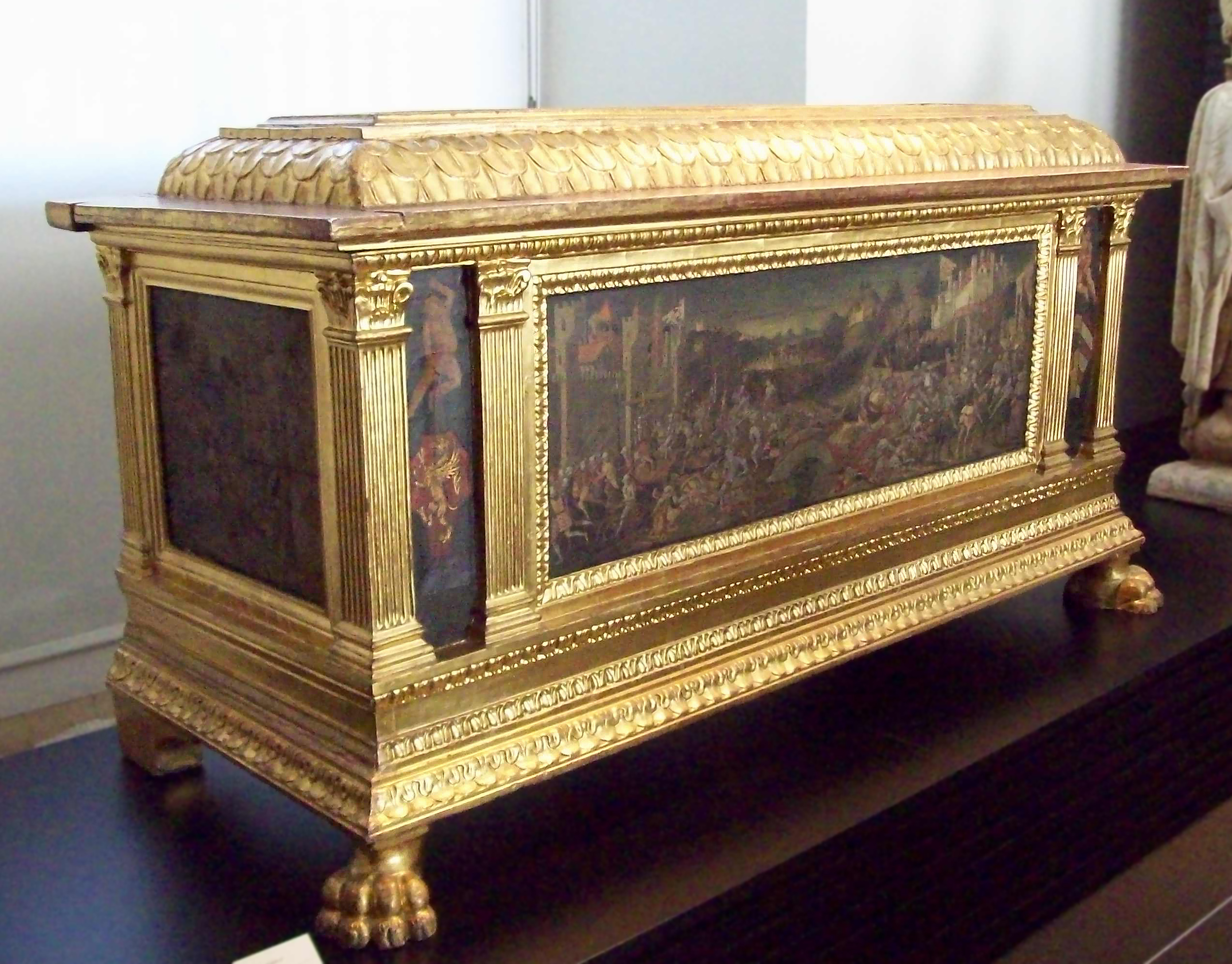
Cassone, arcón nupcial florentino del (M.A.N., Madrid).

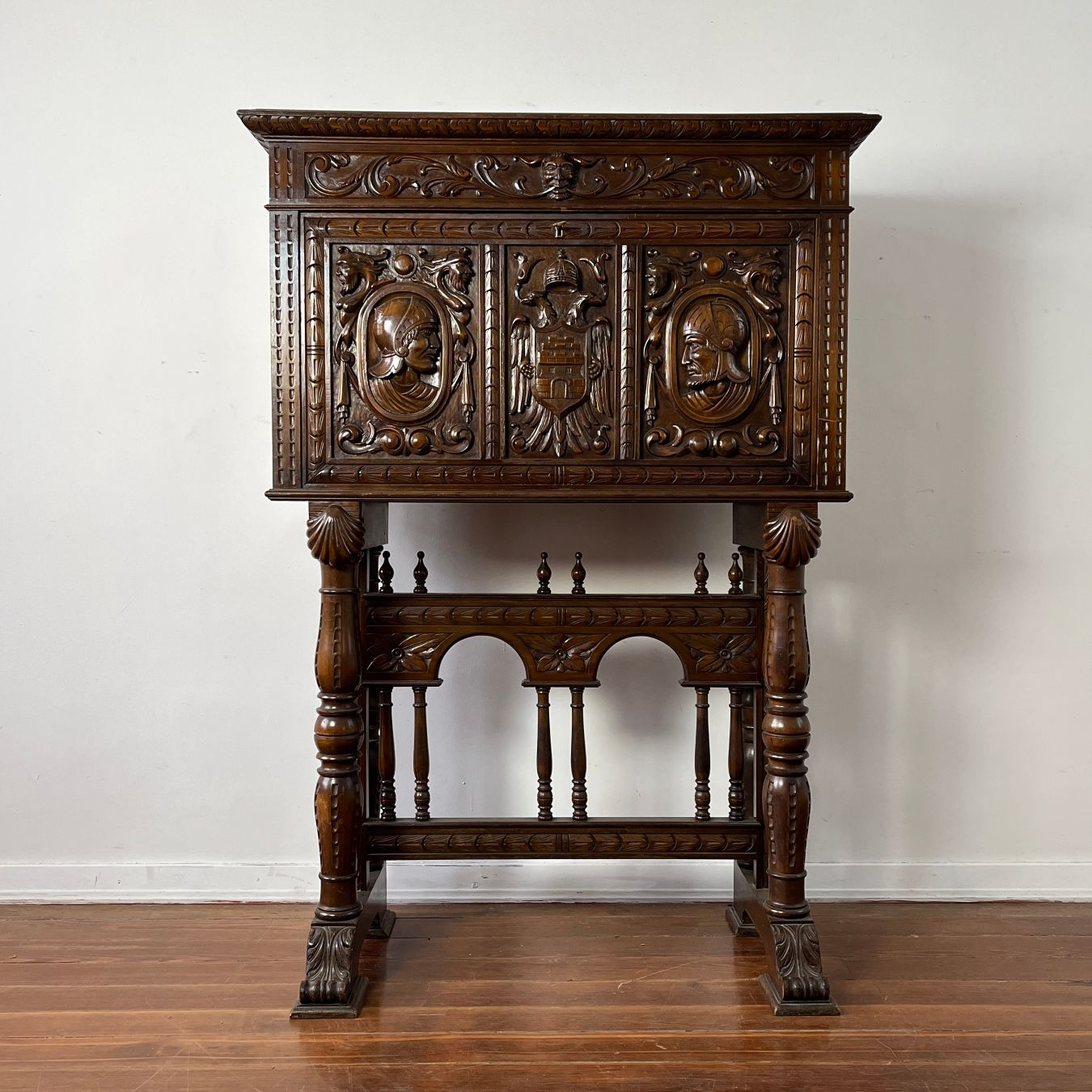
Bargueño renacentista español.

A lo largo del siglo XVI, las influencias renacentistas en el mobiliario se expandieron por toda Europa, aunque con diferencias regionales marcadas. En Francia, por ejemplo, las invasiones italianas bajo Carlos VIII y Francisco I llevaron a la adopción de estilos decorativos italianos en palacios como Amboise y Fontainebleau, mientras que en España, la influencia renacentista coexistía con elementos mudéjares, como se puede observar en la decoración del bargueño, un tipo de arca con tapa abatible.

### El Barroco
En el Barroco del siglo XVII, el mobiliario reflejaba lujo y abundancia, destacando el uso de maderas exóticas como el ébano y decoraciones elaboradas. Los grandes armarios, espejos, y la integración del mobiliario con la arquitectura interior eran comunes, creando ambientes visualmente impactantes. En Francia, la corte del Rey Luis XIV tuvo un rol importante en la evolución del estilo, con la creación de talleres reales y la colección de muebles para los palacios. Este periodo abarcó desde muebles esculpidos y detallados hasta piezas más funcionales, pero siempre manteniendo un enfoque en la riqueza ornamental.

### El Eclecticismo
Durante el siglo XVIII, el mobiliario europeo se vio influenciado por una variedad de estilos en competencia, lo que resultó en una especie de "batalla de estilos". En Inglaterra, uno de los principales movimientos fue el palladianismo, derivado de la obra del arquitecto Andrea Palladio, que coexistía con otras corrientes importantes como el rococó, el chinoiserie y el gótico.

#### Influencia del Rococó en Inglaterra

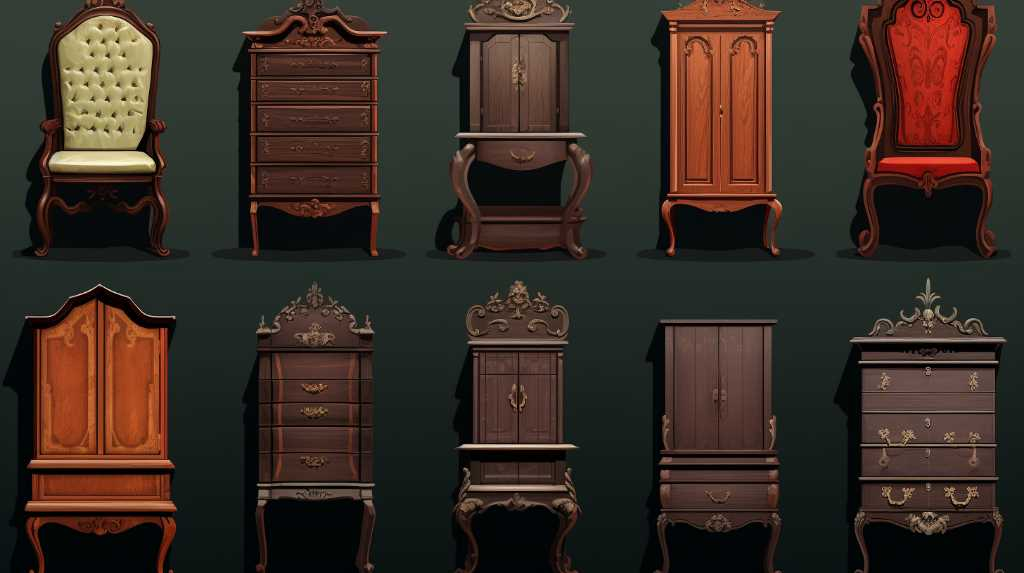
Colección de muebles de Thomas Chippendale.

El rococó, con su origen en Francia, llegó a Inglaterra y fue reinterpretado por diseñadores como Thomas Chippendale. En su trabajo, Chippendale utilizaba caoba en lugar de haya, lo que permitía la creación de diseños de calados en las sillas, con motivos que a veces combinaban el estilo rococó con elementos góticos o chinescos. La producción de mobiliario en Inglaterra durante este período no solo fue influenciada por estilos estéticos, sino también por la organización del trabajo. Chippendale no solo diseñaba y producía muebles, sino que ofrecía un servicio integral, suministrando todo lo necesario para amueblar una casa. Esto contrastaba con el modelo francés de producción, donde pequeños talleres abastecían a los marchands merciers.

#### El Gótico y el Chinoiserie como Alternativas al Rococó

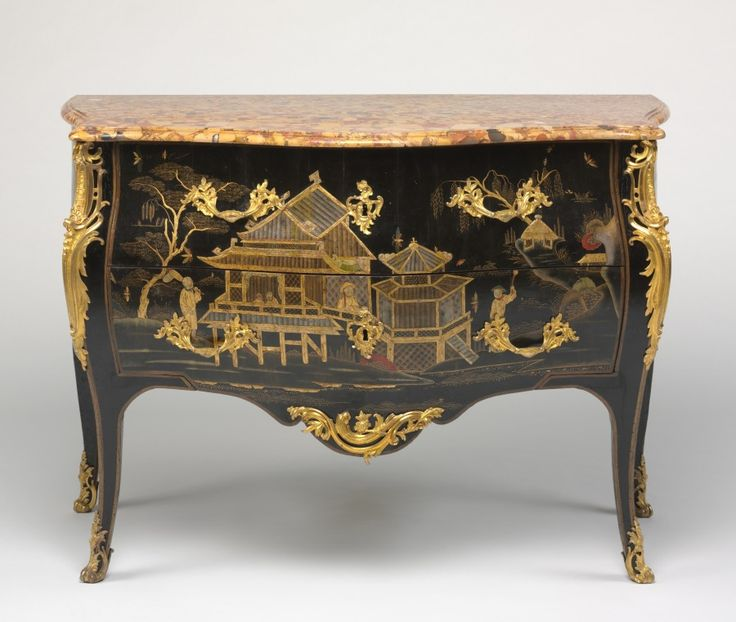
Cómoda de estilo chinoiserie.

El gótico y el chinoiserie surgieron como alternativas al rococó en Inglaterra. El gótico, con raíces más profundas en la tradición inglesa, se mantuvo como una opción más seria. Por otro lado, el chinoiserie, con su estilo inspirado en el arte y la arquitectura china, tuvo un resurgimiento en 1757 con la publicación de Designs for Chinese Buildings de William Chambers, y encontró su máxima expresión en la extravagante decoración del Pabellón Real de Brighton.

#### La Transición al Neoclasicismo
A medida que avanzaba el siglo XVIII, el neoclasicismo comenzó a desplazar al rococó. Este estilo, liderado en Inglaterra por Robert Adam, se enfocaba en la pureza y el orden inspirado en la arquitectura romana. Adam, creó interiores que reflejaban una visión idealizada de este tipo de arquitectura, alineándose con las aspiraciones de la clase alta inglesa de la época.

### SigloXIX
Durante la primera mitad del siglo XIX, el mobiliario experimentó cambios fundamentales en comparación con los años anteriores. Estos cambios se reflejaron tanto en términos tecnológicos como estilísticos. Aunque la revolución tecnológica avanzó lentamente al principio, el impacto del estilo fue considerable. En contraste con el neoclasicismo, que, aunque elegante, no introdujo grandes avances en manufactura, la evolución del mobiliario en este período mostró una notable transformación.

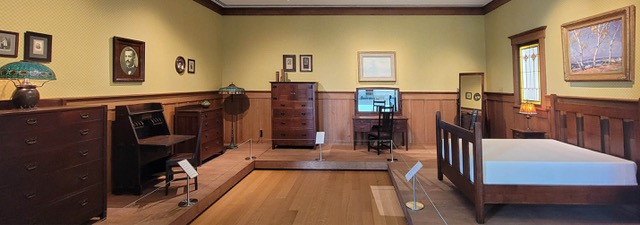
Colección de muebles del movimiento Arts and Crafts.

El movimiento Arts and Crafts surgió en la segunda mitad del siglo XIX como una reacción contra los efectos negativos de la Revolución Industrial, que llevó a la producción en masa y a una pérdida de la calidad artesanal. Liderado por figuras como William Morris, este movimiento abogaba por un retorno a las técnicas tradicionales de artesanía, valorando tanto la belleza como la funcionalidad de los objetos cotidianos, incluidos los muebles. Este movimiento fue clave en la transición hacia la modernidad en el diseño de muebles, ya que no solo valoraba la artesanía, sino que también establecía una base ética para el diseño que influiría en los estilos del siglo XX.

### ElsigloXX
En los primeros tres cuartos del siglo XX los diseñadores trabajaron estilos como la Secesión de Viena, el Wiener Werkstätte, De Stijl, Bauhaus y el Art Decó.
Tras la I Guerra Mundial, se produjo un gran desarrollo del sector tecnológico que permitió experimentar con los materiales. Durante los años 30, la influencia del trabajo de los arquitectos europeos en el diseño de mobiliario español permitió que se desarrollarán importantes colaboraciones entre arquitectos y empresas de mobiliario españolas impulsando el diseño moderno en el país.
El diseño posmoderno, cruzado por el movimiento Pop Art, ganó impulso en las décadas de los sesenta y los setenta, promocionado en los ochenta por movimientos italianos basados en el Grupo Memphis o el Radical Design. El mobiliario transicional ha intentado llenar el espacio entre gusto tradicional y el moderno. Iniciativas como WoodTouch Archivado el 6 de junio de 2017 en Wayback Machine., han propuesto aportar nuevas funcionalidades al mobiliario, además de ser un elemento decorativo y de soporte.

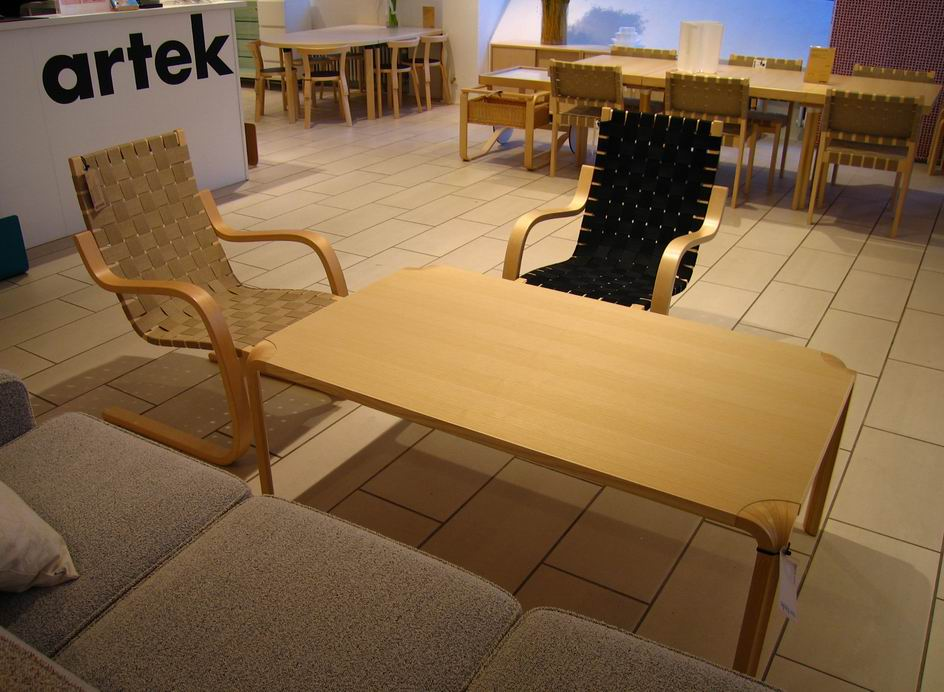
Mobiliario diseñado por Alvar Aalto, producido por Artek.

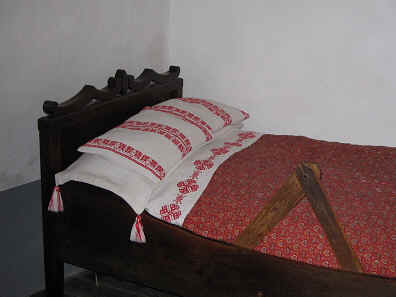
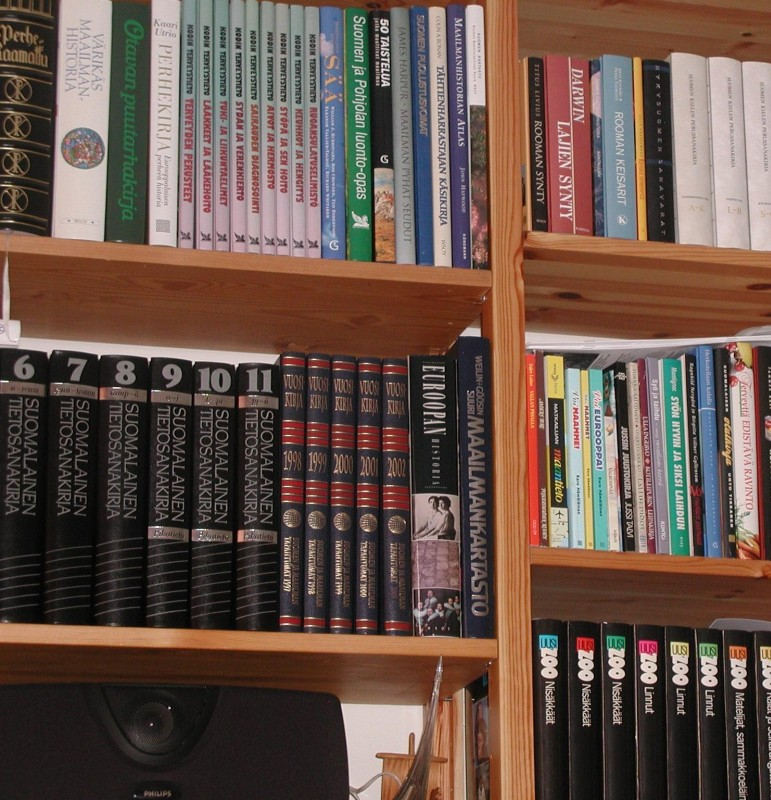
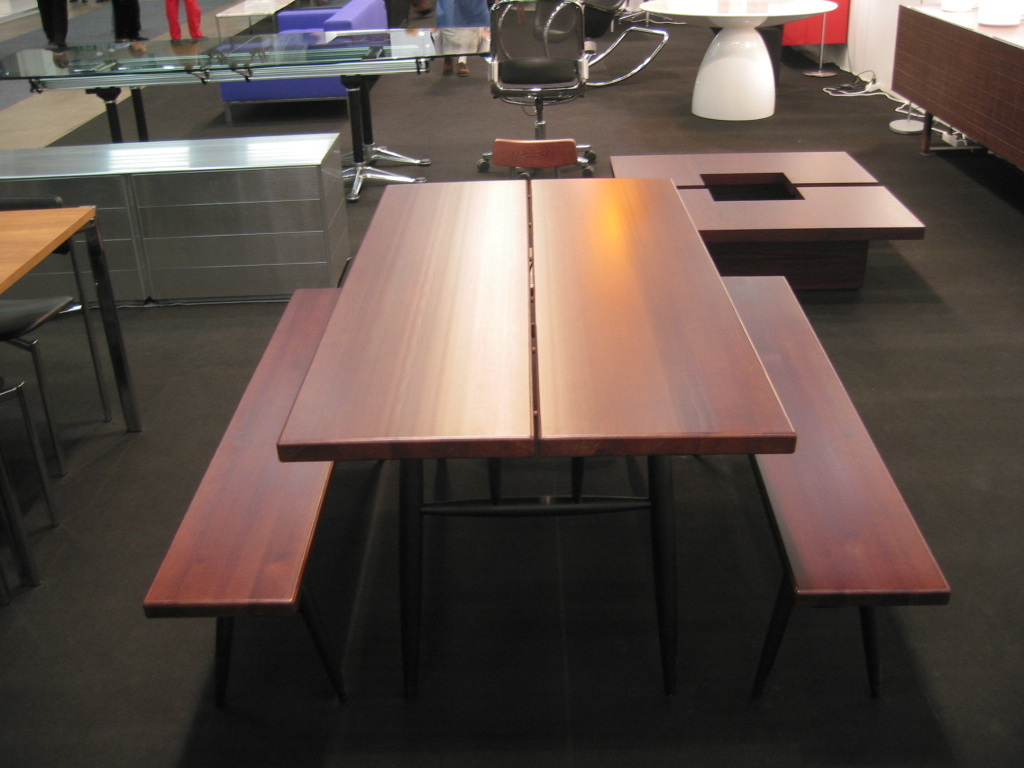
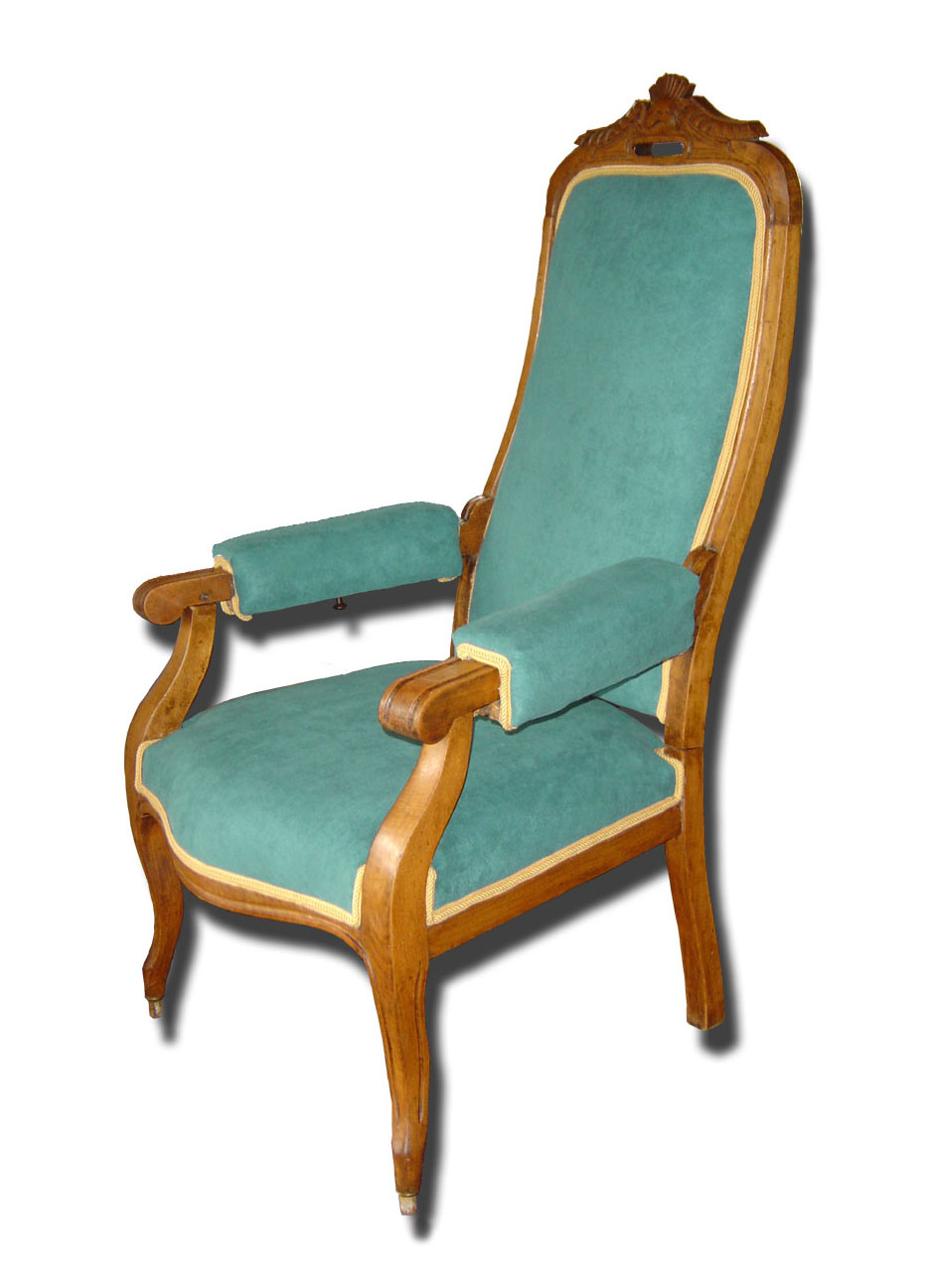
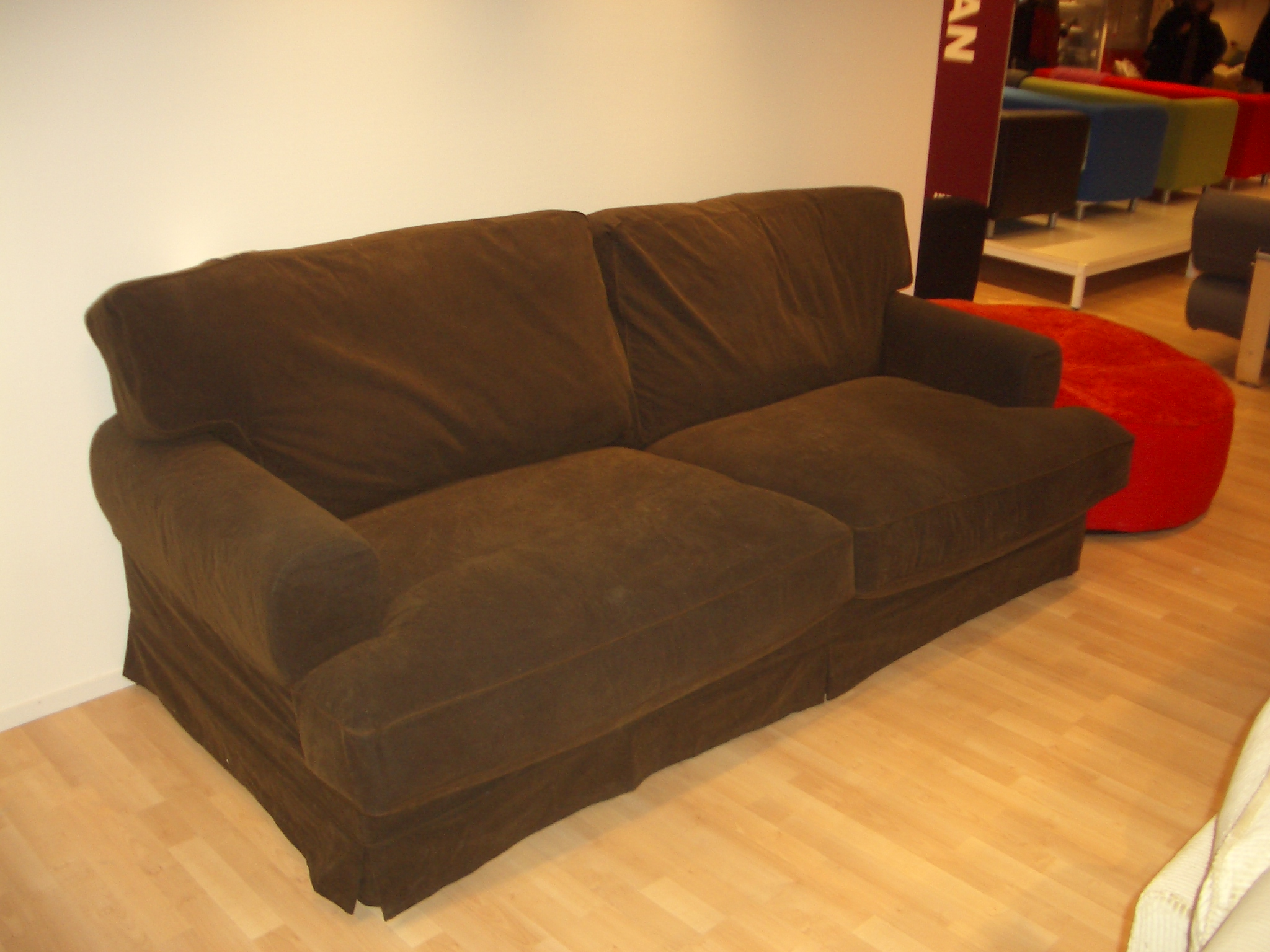
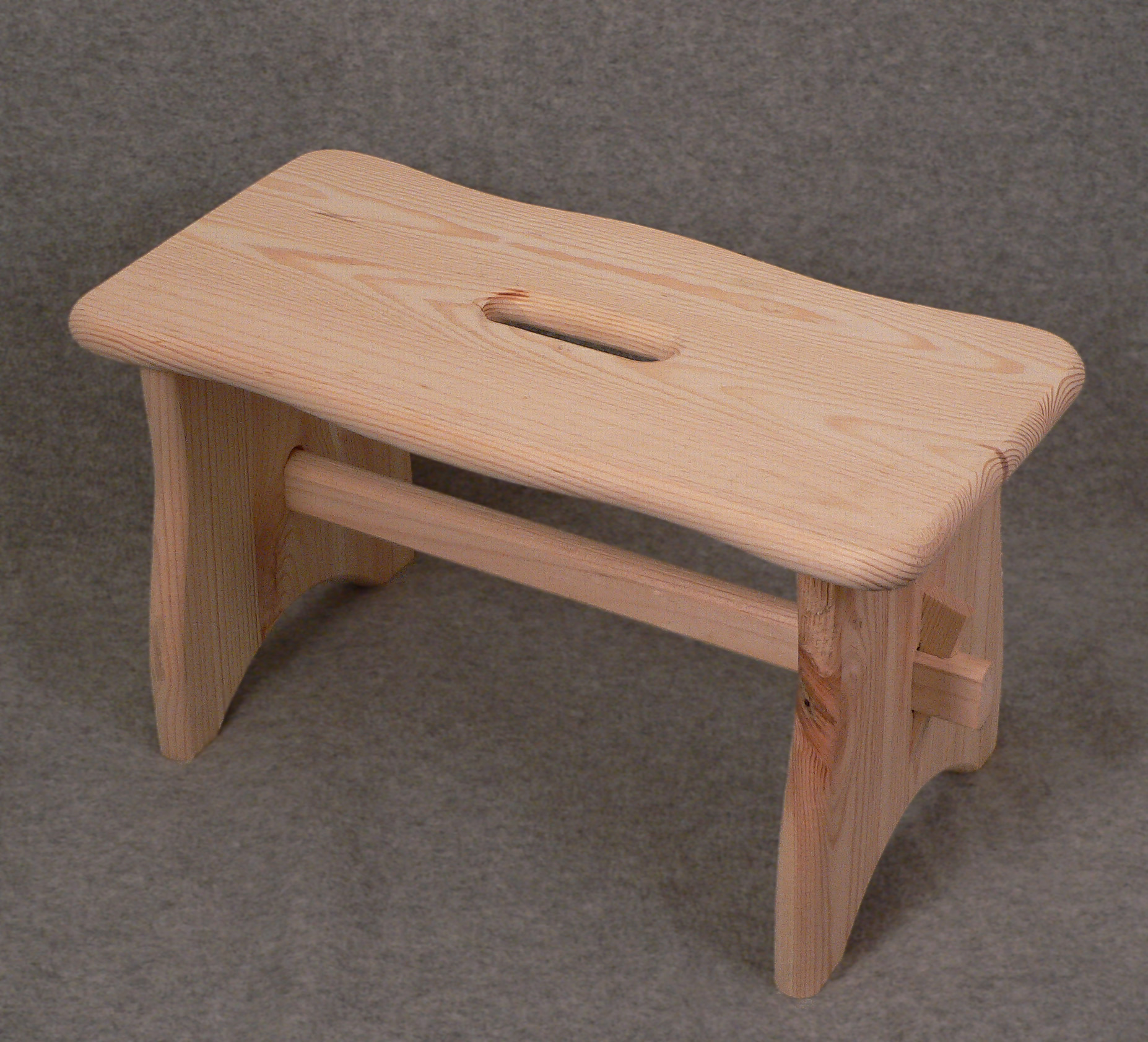
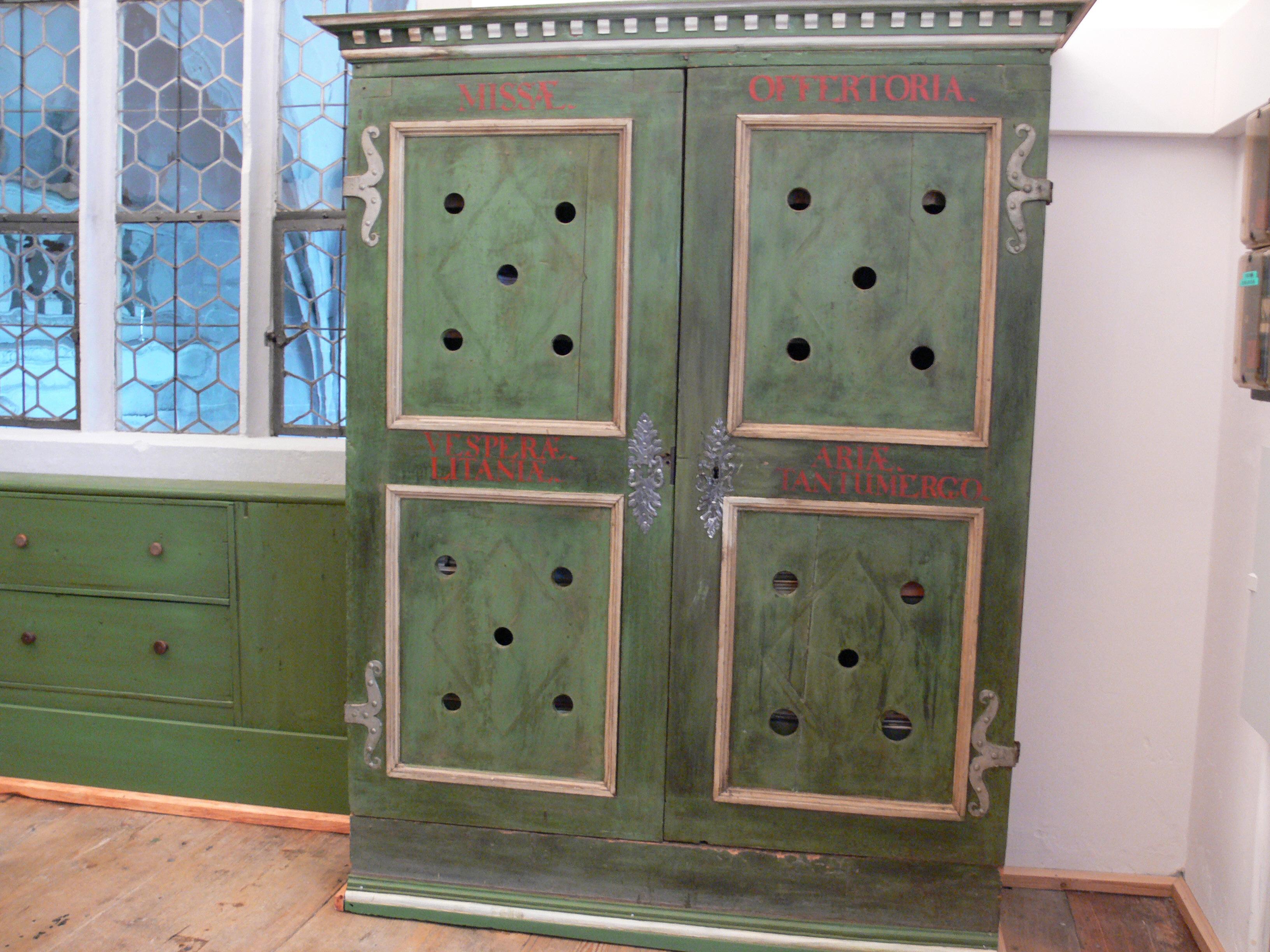
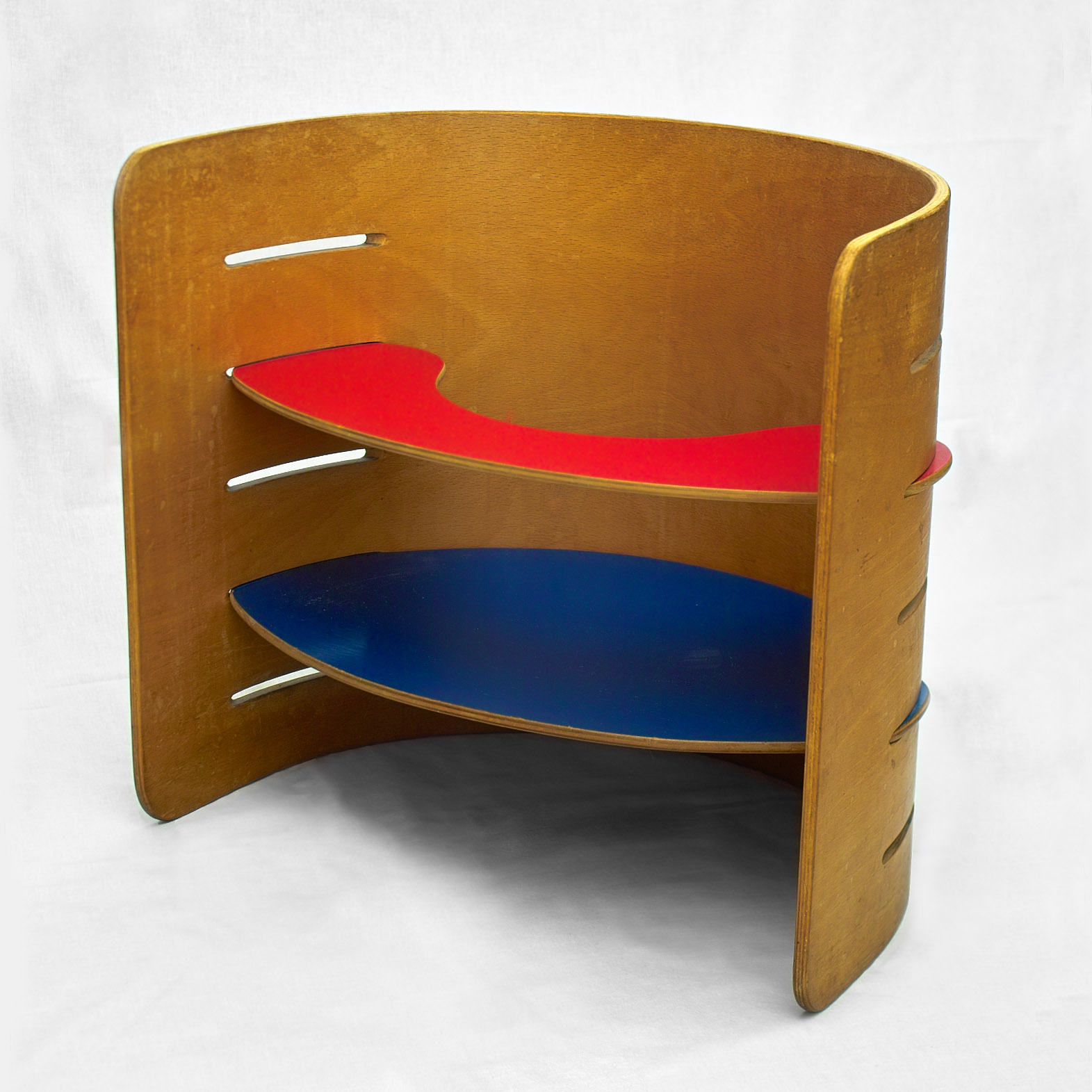

## Restauración de muebles
Restaurar un mueble puede implicar intentar reparar y revivir de algún modo el acabado original. La mayoría de las veces, esto implica eliminar el tratamiento existente y preparar la madera en bruto para un nuevo acabado. Los métodos de reparación dependen del tipo de madera: maciza o chapada, dura o blanda, de grano abierto o cerrado. Estas variables a veces pueden decidir si merece la pena reparar un mueble, así como el tipo de reparaciones y acabado que requerirá si se restaura. Los 3 métodos de restauración de muebles son rejuvenecer, reparar y reacabar.
Rejuvenecer: La pieza puede restaurarse fácilmente con sólo limpiar y encerar la superficie conservando el acabado actual. Funciona en muebles de madera que aún están en buen estado y es la forma más sencilla de limpiarlos.
Reparar: Este proceso puede arreglar abolladuras y grietas retocando algunas zonas desgastadas sin quitar la superficie con esta técnica se puede mantener el acabado mientras se repara el objeto con productos especializados.
Repintar: Eliminar todo lo que quede por ejemplo cualquier resto de pintura con un producto decapante o lijando ligeramente la zona para después aplicar un acabado para madera como cera al aceite con el fin de proteger la asegurar la madera.
Limpieza: Elimina la suciedad, el polvo y la mugre de los muebles utilizando un jabón suave o un limpiador especializado de muebles.